# Partnerarbeit
Partnerarbeit ist eine Sozialform, die im Schulunterricht eingesetzt werden kann, die aber auch in Betrieben, bei öffentlichen Dienststellen oder im Berufsleben üblich ist. Es geht dabei um die Kooperation von zwei Personen an einer gemeinsamen Aufgabe.

## Allgemeine Voraussetzungen
Partnerarbeit kann Ausbildungszwecken im sozialen Verhaltensbereich, der Förderung von Kommunikation und Kooperation, der Klimaverbesserung in einem beruflichen Arbeitsfeld, der gemeinsamen Lösung von schwierigen Aufgaben oder dem gegenseitigen Schutz bei gefährlichen Einsätzen dienen. So findet die Partnerarbeit bei schulischen Lernprozessen ebenso Anwendung wie beim polizeilichen Streifendienst, bei der Verbrechensaufklärung, bei medizinischen Hilfsdiensten oder in Arzt- und Anwaltspraxen. Sie gewährleistet eine gegenseitige Unterstützung bei komplexen Aufgabenstellungen und kann das Wir-Gefühl der Dienststelle fördern. Zudem besteht nach den Erkenntnissen der Psychologie ein menschliches Grundbedürfnis nach partnerschaftlichem Austausch beim Lernen wie bei der Berufsausübung.

## Partnerarbeit in der Schule
Wie es sich beim außerschulischen Lernen in der Peergroup und bei Freundschaften nahezu selbstverständlich ergibt, muss auch die Schule von der Vereinzelung des Lernens zu sozialen Lernprozessen führen, wobei der Partner- und Gruppenarbeit eine wesentliche didaktische Funktion zukommt. Dies ist eine sämtliche Fächer betreffende Aufgabe.
Ziel der schulischen Partnerarbeit ist es, den sozialen Umgang der Schüler zu verbessern, ihre Kommunikations- und Kooperationsfähigkeit zu schulen und durch Gedankenaustausch und gegenseitige Hilfe ihre Motivation und Leistung zu verbessern. Dabei wird die Akzeptanz von Andersartigkeit gefördert. Außerdem findet sich hier ein Weg, das natürliche Austauschbedürfnis der Schüler positiv für den Unterricht zu nutzen.
Partnerarbeit ist positiv für die Entwicklung eines Kindes, indem es hierbei im sozialen Umgang u. a. lernt, seine Interessen und Meinungen zu vertreten und andere Auffassungen kennenzulernen.
Die Interaktion wird dadurch gefördert, dass der Lehrer eine Aufgabe auswählt, bei der ein Dialog unumgänglich ist und die Schüler dazu aufgefordert werden, sich gegenseitig zu helfen oder ihre konstruktive Kritik an den Ideen des anderen zu äußern, was vom Partner bei dieser Arbeitsform auch eher akzeptiert wird, da diese Kritik nicht „öffentlich“ ist.
Organisationstechnisch ist die Partnerarbeit darüber hinaus eine Arbeitsform, die sich auch kurzfristig im Klassenunterricht realisieren lässt.
Probleme, die bei der Partnerarbeit auftauchen können, sind ein erhöhter Zeitbedarf, eine unzureichende Einschätzung des Schülers bezüglich des eigenen Anteils an der vollbrachten Leistung oder eine Beschäftigung der Schüler mit sachfremden Themen. Dem kann damit entgegengewirkt werden, dass der Lehrer den Schüler über das Ergebnis der Arbeit Rechenschaft ablegen lässt und es kommentiert.
Sind die Schüler noch nicht mit der Sozialform vertraut, empfiehlt es sich, zunächst mit einer zeitlich kurzen Gruppenarbeit (5–10 Minuten) und einer einfachen Form der Partnerarbeit (Sitznachbargespräch, gegenseitige Kontrollen oder Sammelaufgabe) zu beginnen. Wichtig ist eine konkrete und verständliche, am besten mündlich und schriftlich formulierte Aufgabenstellung.
Bei jüngeren Schülern kann die Partnerarbeit zur Verbesserung der Rechtschreib- und Lesefähigkeit beitragen. Durch die gegenseitige Korrektur lassen sich in der Regel bessere Lernergebnisse erzielen. Beim Lesetraining können sich die Schüler einen Text mehrmals still durchlesen und ihn dann ihrem Nachbarn vorlesen, der ihn dann gegebenenfalls korrigiert. Beim Partnerdiktat diktieren sich die Schüler abwechselnd einen Text, wobei der diktierende Schüler den Schreibenden unterbricht, wenn dieser im Begriff ist, einen Fehler zu machen und ihn ermutigt, den Fehler zu erkennen und ihm Hinweise gibt oder die richtige Schreibweise verrät. Sinnvoll ist es, dass der leistungsschwächere Schüler mit dem Diktieren beginnt, um sich die Wörter besser einprägen zu können, wobei der Lehrer aber generell eher darauf achten sollte, dass sich leistungshomogene Paare (und nicht immer das gleiche Paar) zusammenfinden.
Um ein positives Resultat der Partnerarbeit für den Unterricht und das soziale Verhalten zu sichern, sollte der Lehrer nicht nur das sachliche Ergebnis, sondern auch die partnerschaftliche Haltung der Schüler überwachen und im Falle eines Streits helfen, aber ansonsten so wenig wie möglich in den Prozess eingreifen.
Wird die Partnerarbeit erweitert, spricht man von Gruppenarbeit. Partnerarbeit kann als Vorform zur Einübung in den Gruppenunterricht dienen.

## Partnerarbeit in Öffentlichkeit und Berufsleben
Angemessenes partnerschaftliches Verhalten ist eine Grundvoraussetzung für verträgliches menschliches Zusammenleben. „Miteinander verkehren“ bedeutet ja „Miteinander umgehen.“ In der Schule grundgelegt, sollte es sich auch in öffentlichen Bereichen wie dem Verkehrs- und Berufsleben realisieren lassen.
Streifendienste von Polizisten, Soldaten, Sicherheitsdiensten, U-Bahn-Wachen, Ordnungsamtmitarbeitern, Werkschutzleuten, Bademeistern, Rettungsschwimmern, aber auch Zollfahnder oder Gerichtsvollzieher benötigen schon aus Sicherheitsgründen die Partnerarbeit. Arztpraxen und Anwaltskanzleien arbeiten ökonomischer und sachlich effektiver, wenn sie sich die komplexen Aufgabenfelder partnerschaftlich aufteilen. Aber auch Handwerksbetriebe profitieren von einer funktionierenden Zusammenarbeit der Mitarbeiter.